# Port-la-Nouvelle
Port-la-Nouvelle (in occitano La Novèla) è un comune francese di 5 722 abitanti situato nel dipartimento dell'Aude nella regione dell'Occitania.

## Società

### Evoluzione demografica
Abitanti censiti